# Sagar (Indien)
Sagar (Hindi: सागर, Sāgar; Urdu: ساگر) ist eine ca. 300.000 Einwohner zählende Großstadt im Osten des zentralindischen Bundesstaats Madhya Pradesh. Die Stadt ist Verwaltungssitz des gleichnamigen Distrikts.

## Lage
Sagar liegt in einer Höhe von ca. 525 m ü. d. M. am Lakha-Banjara-See und ist umgeben von den nördlichen Ausläufern des Vindhyagebirges (Dekkan). Die Millionenstadt Bhopal befindet sich knapp 170 km (Fahrtstrecke) südwestlich. Das Klima ist warm bis heiß; Regen (ca. 1200 mm/Jahr) fällt nahezu ausschließlich während der sommerlichen Monsunmonate.

## Bevölkerung
Infolge des anhaltenden Bevölkerungswachstums in weiten Teilen Nordindiens und durch Zuwanderung ist die Einwohnerzahl der Stadt in den letzten Jahrzehnten enorm angestiegen:
| Jahr      | 1991    | 2001    | 2011    |
| Einwohner | 195.346 | 239.578 | 274.556 |

Die Bevölkerung von Sagar besteht hauptsächlich aus Hindus (ca. 81,5 %), Moslems (gut 10 %) und Jains (gut 7 %); kleinere Minderheiten bilden Sikhs, Christen und Buddhisten. Wie bei Volkszählungen in Indien üblich übersteigt der männliche Bevölkerungsteil den weiblichen deutlich. Man spricht zumeist Bundeli und Hindi.

## Wirtschaft
Die Landwirtschaft (Kichererbsen, Weizen, Ölsaaten etc.) in der Umgebung bildet seit Jahrtausenden die Grundlage des wirtschaftlichen Lebens; in der Stadt selbst haben sich Händler, Handwerker und Dienstleister aller Art angesiedelt. In und um Sagar haben sich zahlreiche Ölmühlen sowie Düngemittelbetriebe niedergelassen. Sagar ist ein wichtiger regionaler Verkehrsknotenpunkt.

## Geschichte
Über die antike und mittelalterliche Geschichte der Region ist kaum etwas bekannt; sie war Stammesgebiet, gehörte aber offiziell zum Mogulreich. Im Jahr 1660 gründete Udan Shah eine Festung (fort) und die Siedlung Parkota, die heute ein Stadtteil von Sagar ist. Mit dem Niedergang des Mogul-Imperiums nach dem Tode Aurangzebs fiel die Region an die Marathen; im Jahr 1735 machte Govind Pant Bundele Sagar zu Hauptstadt seines Kleinreiches. Peshwa Baji Rao II. übergab das Gebiet im Jahr 1818 an die Briten. Das Gebiet gehörte historisch zur Region Bundelkhand, doch wurde es im Jahr 1836 den neugeschaffenen North-Western Provinces angegliedert. Seit dem Jahr 1956 gehört es zum Bundesstaat Madhya Pradesh.

## Kultur und Sehenswürdigkeiten
Die Stadt Sagar verfügt über keine mittelalterlichen Sehenswürdigkeiten. Interessant sind einige Forts in der Umgebung.